# 8676 Lully
För andra betydelser, se Lully.
8676 Lully eller 1992 CT2 är en asteroid i huvudbältet som upptäcktes den 2 februari 1992 av den belgiske astronomen Eric W. Elst vid La Silla-observatoriet. Den är uppkallad efter den italiensk-franske tonsättaren Jean-Baptiste Lully.